# Kościół Wniebowzięcia Najświętszej Marii Panny w Mirocinie Dolnym
Kościół pw. Wniebowzięcia Najświętszej Marii Panny w Mirocinie Dolnym – kościół filialny parafii pw. św. Jerzego w Mirocinie Górnym, dekanat Kożuchów, diecezja zielonogórsko-gorzowska.

## Historia
Zbudowany na wzniesieniu w zachodniej części wsi kościół gotycki powstał w końcu XIII w. nosząc wówczas wezwanie św. Andrzeja. W roku 1271 wieś, jak i zapewne kościół przekazany został przez księcia głogowskiego Konrada pod patronat zakonowi żeńskiemu z Nowogrodu Bobrzańskiego. Do połowy XV w. kościół należał do parafii w Mirocinie Górnym. Samodzielna parafia utworzona została po 1522 r. W końcu XIX w. świątynia popadła w ruinę z powodu opuszczenia. Do dziś kościół przetrwał w stanie praktycznie niezmienionym, remont generalny przeszedł w roku 1946. W 1948 świątynię poświęcono i ponownie włączono do parafii w Mirocinie Górnym. Ponownego remontu dokonano w końcu XX w.

## Architektura
Jest to jednonawowa, bezwieżowa bryła z kamienia i rudy darniowej, z prostokątnym prezbiterium i dobudowaną od strony północnej zakrystią. Nawa będąca szerszą od prezbiterium dobudowana została w czasie późniejszym. Obie części posiadają osobne wejścia od strony południowej, przez dwa ostrołukowe, ceglane portale. Do XIX w. kościół posiadał drewnianą dzwonnicę, w której znajdowały się dwa dzwony z 1523 r. i 1615 r. Kościół przykryty jest dachem dwuspadowym, a nad zakrystią pulpitowym. Okna kościoła ostrołukowe z rozglifieniem obustronnym. Na szczególną uwagę zasługują średniowieczne okucia drzwi z motywami zwierzęcymi. Całość otacza kamienny mur z XV wieku.

## Galeria

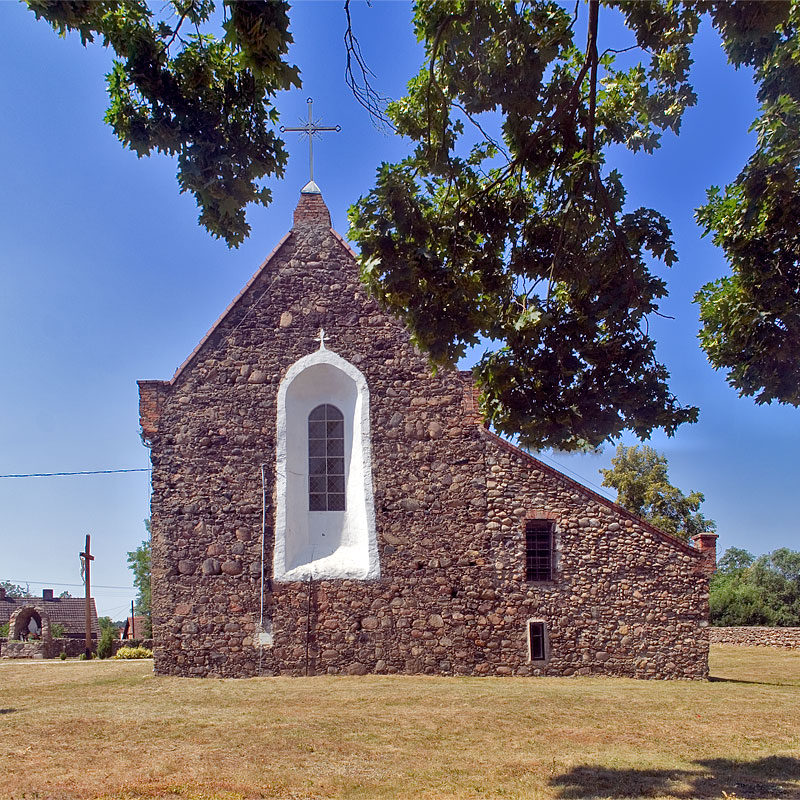
Widok od wschodu - prezbiterium i zakrystia.
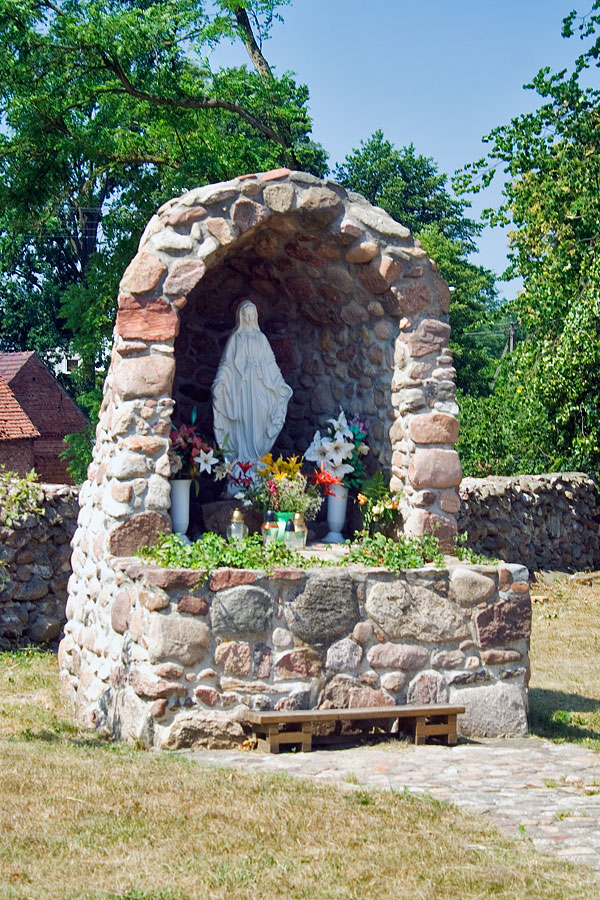
Kapliczka przy kościele.
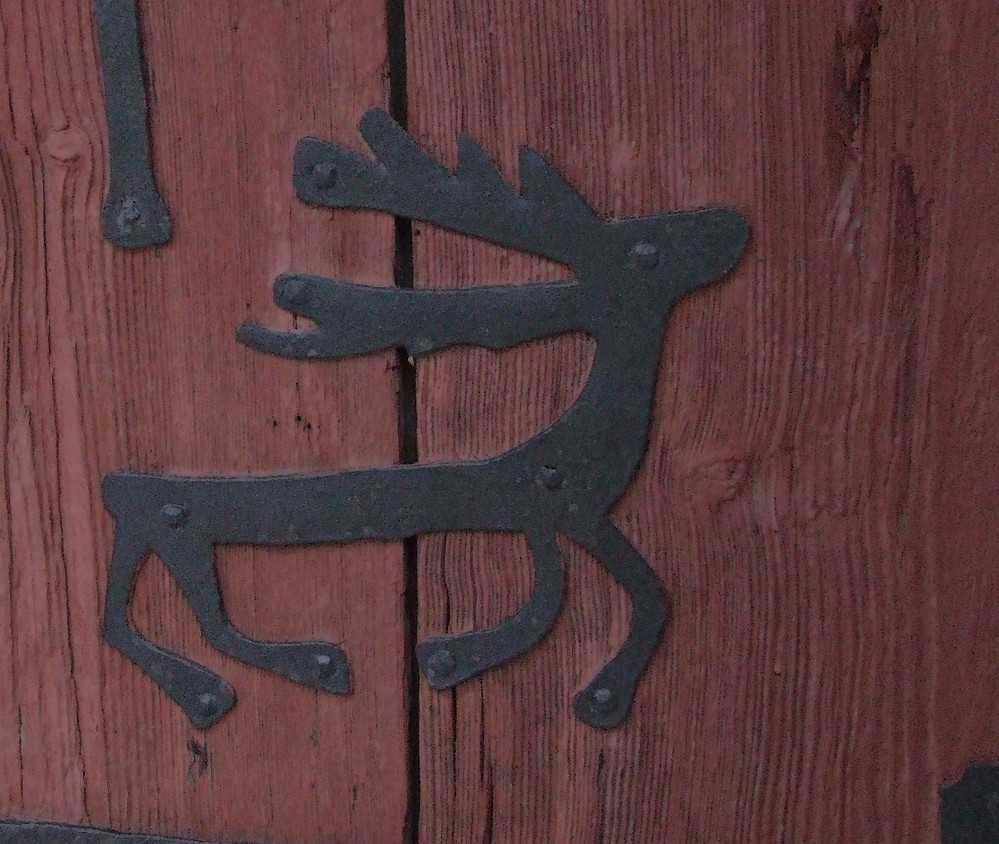
Okucia z kościelnych drzwi.